# 四季酒店

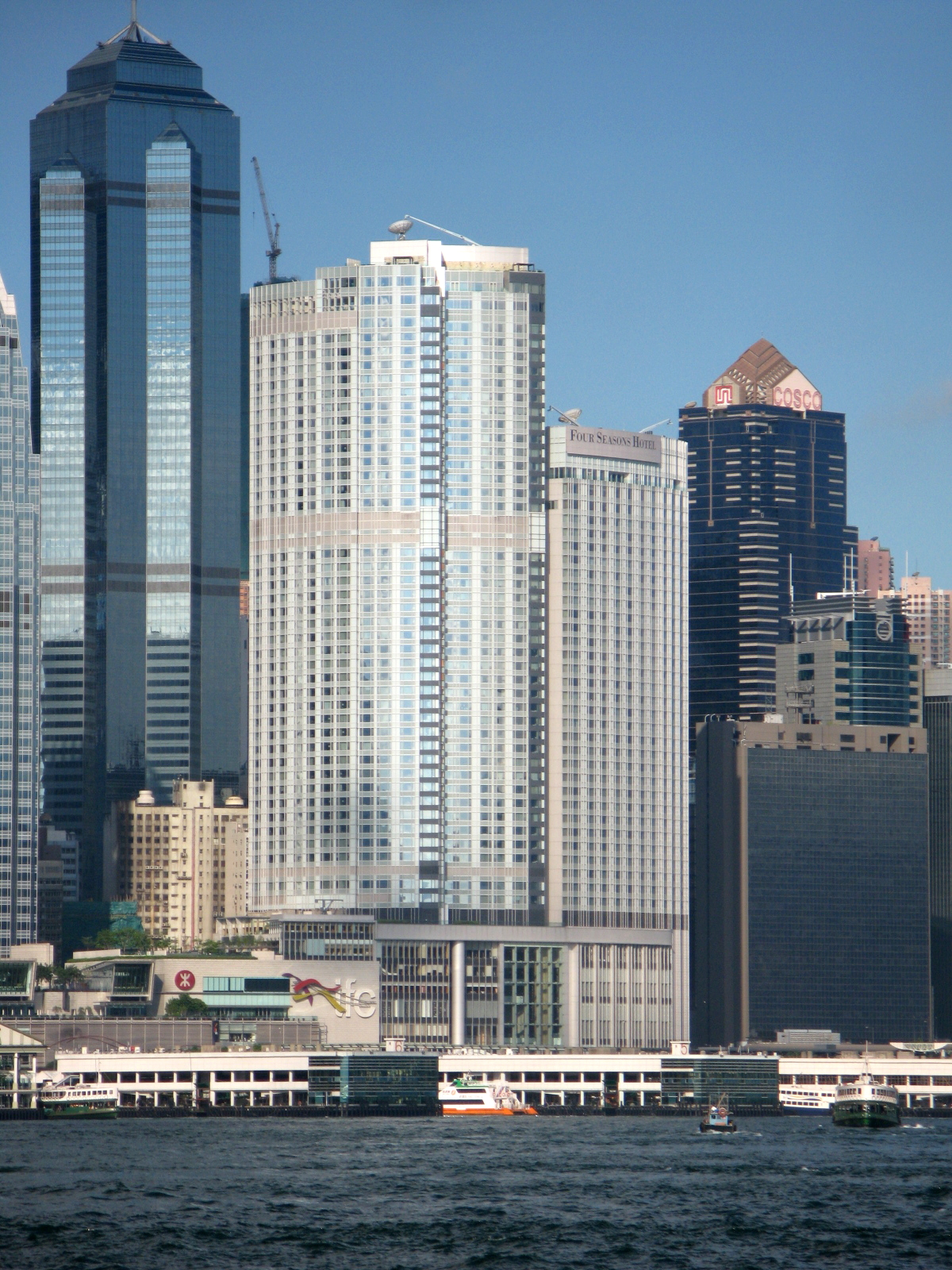
香港四季酒店

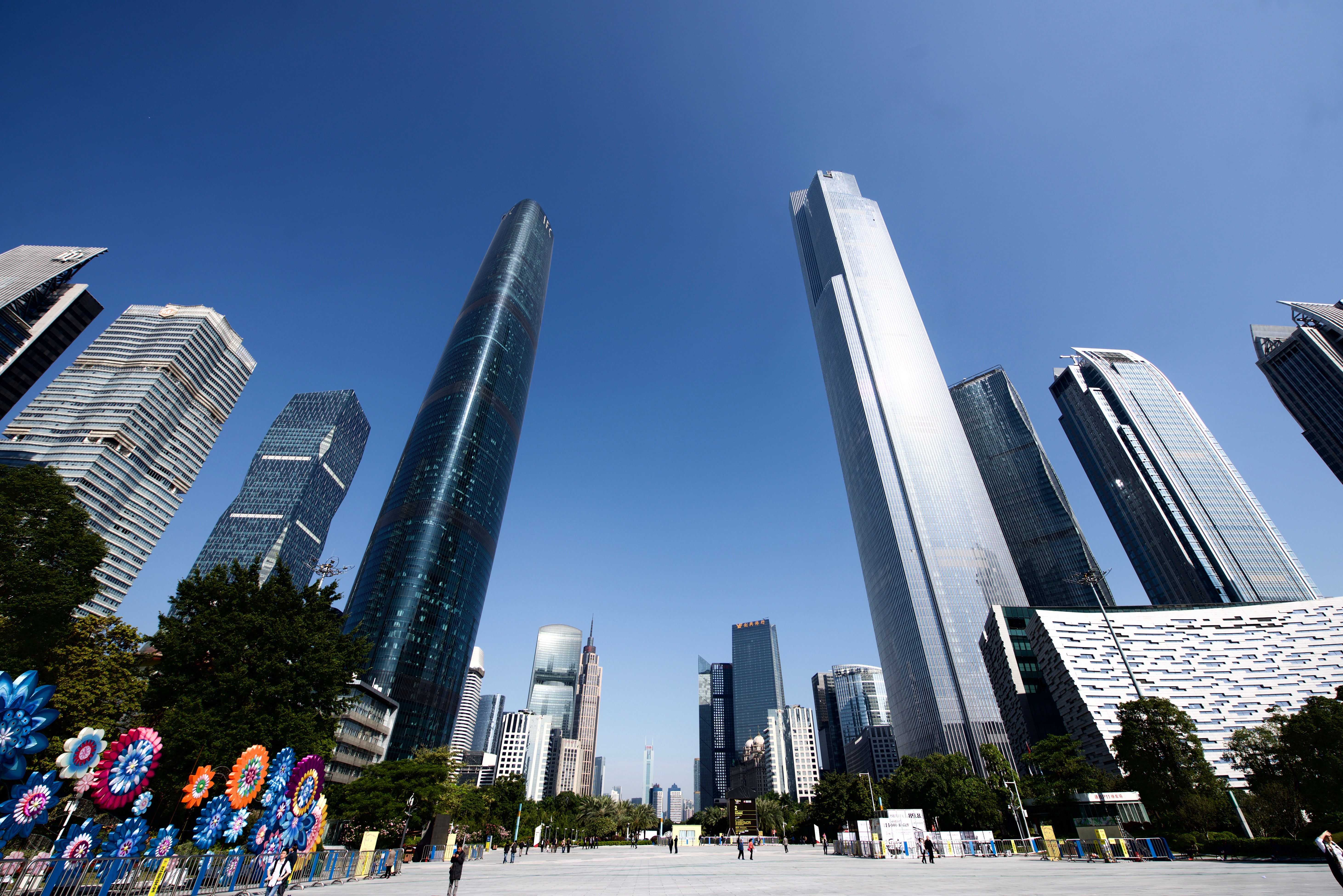
左側為广州四季酒店

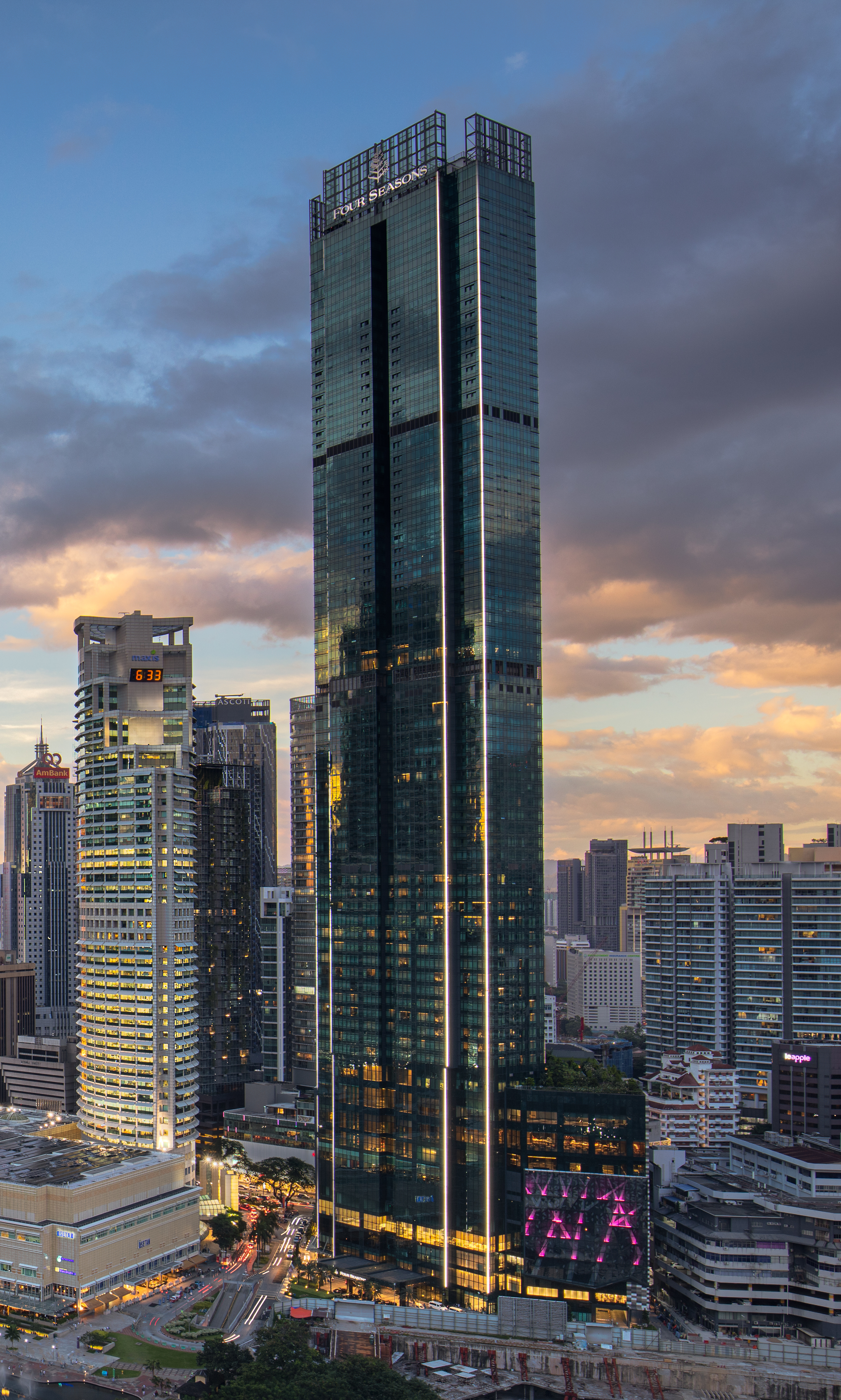
右側為吉隆坡四季酒店

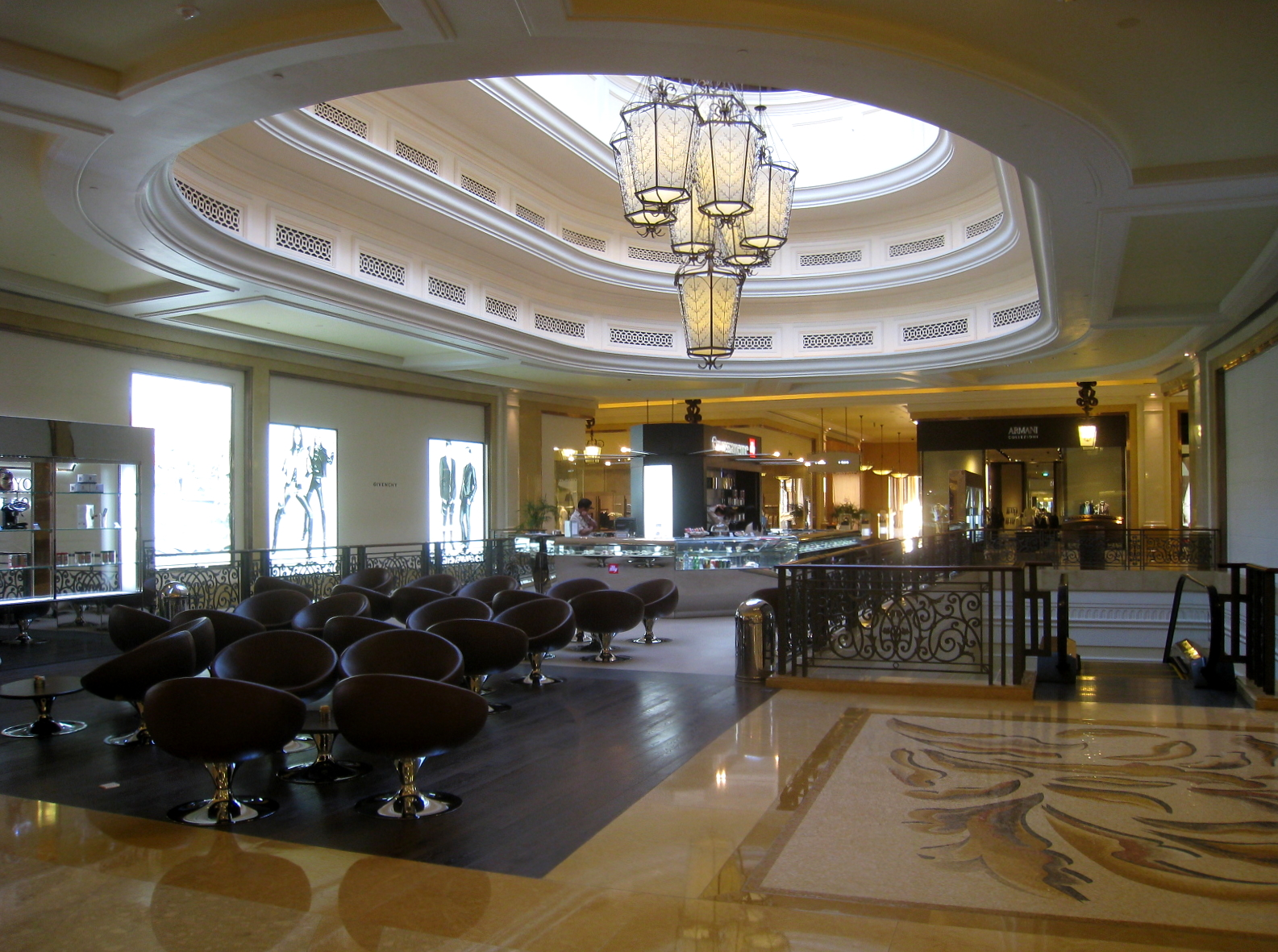
澳門四季酒店

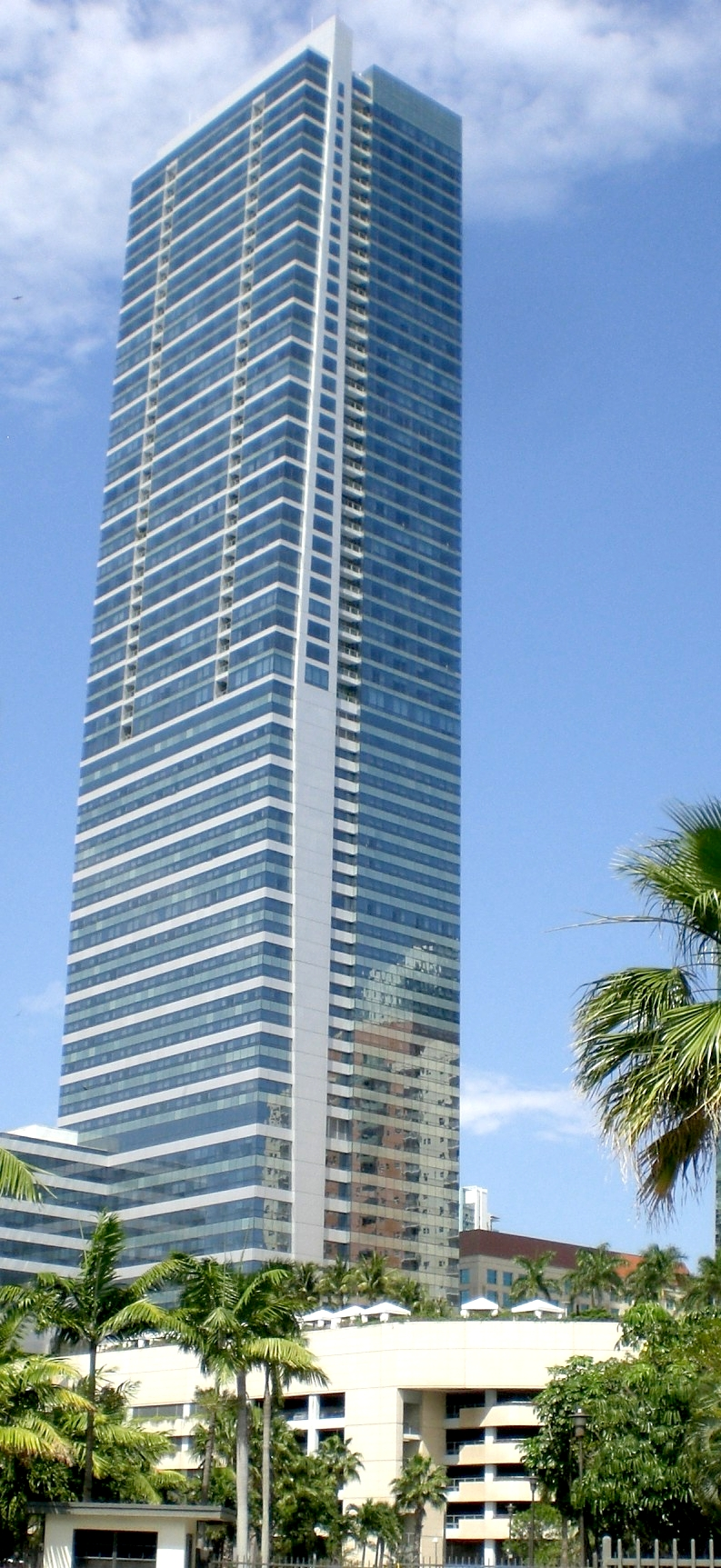
邁阿密四季酒店

四季酒店及度假村（英語：Four Seasons Hotels and Resorts）是一家世界性的豪華連鎖酒店集團，在世界各地管理酒店及度假村。四季酒店被《旅遊休閒》雜誌及Zagat指南評為世界最佳酒店集團之一，並獲得AAA 5顆鑽石的評級。
四季酒店集團總部設於加拿大多倫多，1960年由伊莎多·夏普創辦，首間酒店設於多倫多市 Jarvis街。微軟公司前CEO比爾·蓋茨、沙特阿拉伯王子阿爾瓦利德、馬來西亞怡保花園集團執行董事陳少恆 都是各大股東之一。
四季酒店亦設有住宅計劃Residence Club，讓客戶購買旗下度假屋分時使用權。四季酒店旗下度假屋售價甚為高昂。
2002年10月13日，位於上海市靜安區的四季酒店开业，這也是中国第一家四季酒店。

## 酒店據點
四季酒店在世界主要城市及度假區設有酒店，包括以下國家與地區：
大洋洲
- 澳大利亞－雪梨

亞洲
- 中華人民共和國－北京、廣州、杭州、深圳、天津、香港、澳門、大連、苏州、西安、上海（翻新中）
- 印度－孟買、班加羅爾
- 印尼－巴厘島、雅加达
- 日本－京都、東京、大阪
- 馬來西亞－吉隆坡、浮羅交怡
- 馬爾地夫
- 新加坡
- 韓國－首爾
- 泰國－曼谷、清邁、清萊、蘇梅島
- 越南－會安
- 臺灣－臺北（興建中）

歐洲
- 亞塞拜然－巴庫
- 捷克－布拉格
- 法國－默熱沃、巴黎、普羅旺斯、博拉博拉岛
- 希臘－雅典
- 匈牙利－布達佩斯
- 愛爾蘭－都柏林
- 義大利－佛羅倫斯、米蘭
- 葡萄牙－里斯本
- 俄羅斯－莫斯科、聖彼得堡
- 西班牙－馬德里
- 瑞士－日內瓦
- 土耳其－伊斯坦布爾
- 大不列顛－漢普郡、倫敦

中東
- 巴林－麥納麥
- 約旦－安曼
- 科威特－科威特市
- 黎巴嫩－贝鲁特
- 卡達－多哈
- 沙地阿拉伯－利雅德
- 敍利亞－大马士革
- 阿聯酋－阿布扎比、迪拜

非洲
- 埃及－亞歷山卓、開羅、沙姆沙伊赫
- 毛里求斯
- 摩洛哥－卡萨布兰卡、马拉喀什
- 塞舌爾－馬埃島、德羅什島
- 南非－约翰内斯堡
- 坦桑尼亞－阿魯沙
- 突尼斯－突尼斯市

美洲
- 阿根廷－布宜諾斯艾利斯
- 巴西－聖保羅
- 加拿大－溫哥華、蒙特利爾、多倫多、威士拿
- 哥倫比亞－波哥大
- 哥斯達黎加－瓜納卡斯特省
- 墨西哥－墨西哥城、蓬美達
- 圣基茨和尼维斯－尼维斯
- 美國－亞特蘭大、奧斯汀、巴爾的摩、波士頓、芝加哥、達拉斯、丹佛、夏威夷、休斯頓、提頓村、拉斯維加斯、洛杉磯、邁阿密、紐約市、奧蘭多、棕榈滩、帕羅奧圖、費城、卡爾斯巴德、三藩市、聖巴巴拉、鳳凰城、西雅圖、聖路易斯、韋爾、華盛頓、新奧爾良
- 烏拉圭－卡美洛

## 外部連結
- 四季酒店網頁 （页面存档备份，存于）